# Christoph Hein

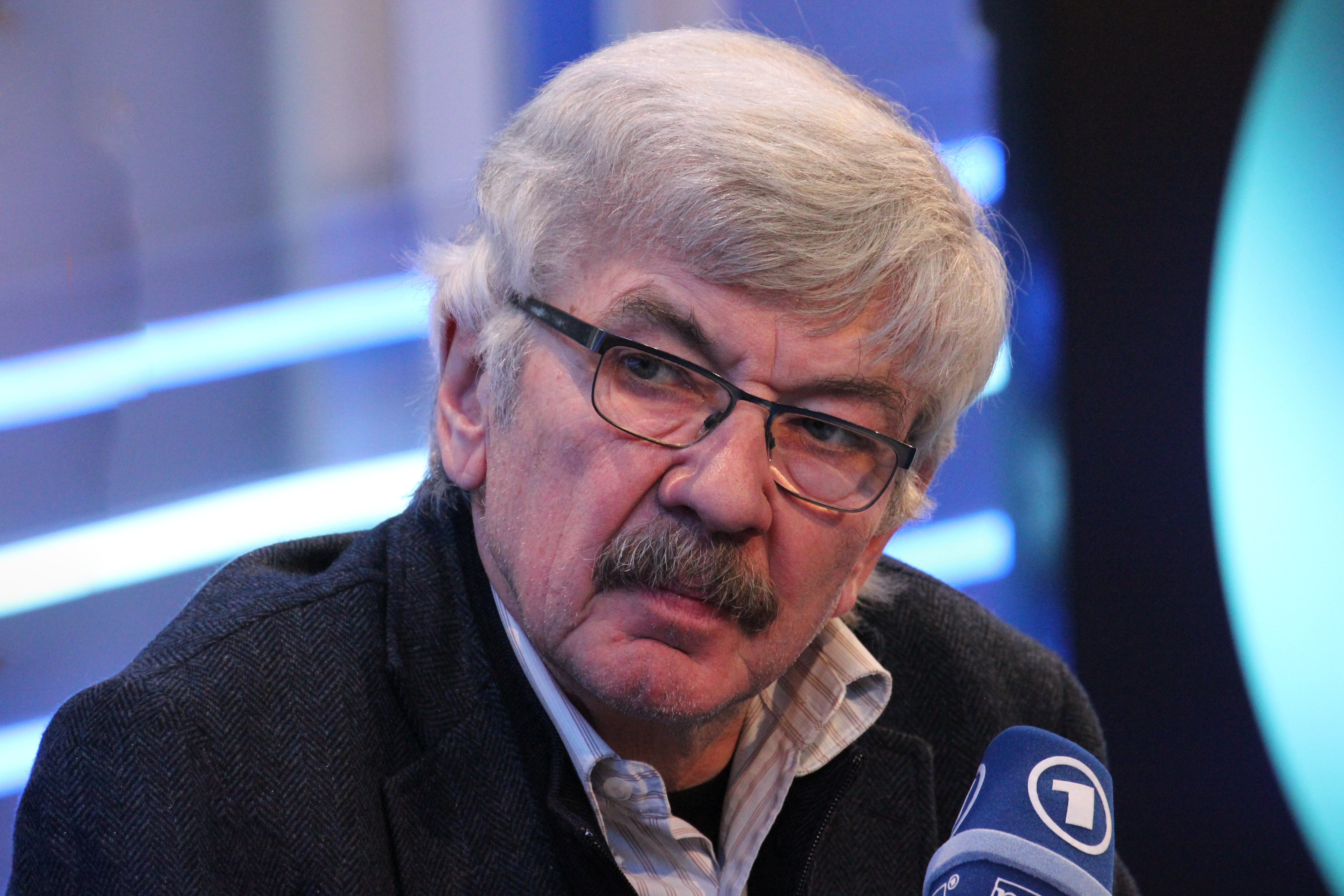
Christoph Hein auf der Leipziger Buchmesse (2016)

Christoph Hein (* 8. April 1944 in Heinzendorf, Provinz Oberschlesien) ist ein deutscher Schriftsteller, Übersetzer und Essayist.

## Leben
Christoph Hein wuchs in der Kleinstadt Bad Düben nördlich von Leipzig auf. 1958 wurde er konfirmiert. Da er als Sohn eines Pfarrers kein Arbeiterkind war und er keinen Platz an einer Erweiterten Oberschule bekam, ging er 1958 bis zum Mauerbau 1961 auf ein Westberliner humanistisches Gymnasium. Nach dem Mauerbau arbeitete er als Montagearbeiter, Buchhändler, Kellner, Journalist, Schauspieler und Regieassistent. 1964 legte er sein Abitur an der Abendschule ab. In Berlin und Leipzig studierte er zwischen 1967 und 1971 Philosophie und Logik. Danach wurde er Dramaturg und Autor an der Volksbühne in Ost-Berlin. Seit 1979 arbeitet er als freier Schriftsteller.

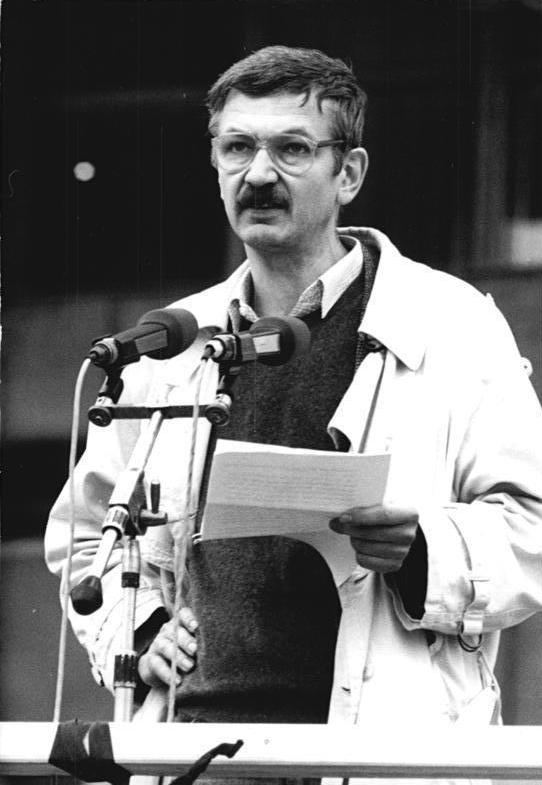
Hein spricht bei der Berliner Großdemonstration am 4. November 1989

Bekannt geworden ist Christoph Hein durch seine Novelle Der fremde Freund, die 1982 in der DDR veröffentlicht wurde und in Westdeutschland 1983 aufgrund des Titelschutzes als Drachenblut erschien. Sein Stück Die Wahre Geschichte des Ah Q wurde 1983 publiziert. Als Übersetzer bearbeitete er Werke von Jean Racine und Molière. Von 1998 bis 2000 war Christoph Hein erster Präsident des gesamtdeutschen PEN-Clubs, dessen Ehrenpräsident er seit Mai 2014 ist. Er war bis Juli 2006 Mitherausgeber der Wochenzeitung Freitag.
Christoph Hein hat mit seiner 2002 verstorbenen Ehefrau, der Filmregisseurin Christiane Hein, zwei Söhne, der jüngere ist der Schriftsteller und Arzt Jakob Hein. Seit 2011 ist Christoph Hein mit der Opernsängerin Maria Husmann verheiratet und lebt in Havelberg.
Hein ist Mitglied der Deutschen Akademie für Sprache und Dichtung und der Sächsischen Akademie der Künste.
Am 8. Oktober 2004 bestätigte der Berliner Kultursenator Thomas Flierl, dass mit Christoph Hein Vertragsverhandlungen über die Intendanz des Deutschen Theaters geführt werden. Hein sollte das Theater ab der Spielzeit 2006/2007 übernehmen und somit Nachfolger von Bernd Wilms werden, dessen Vertrag nicht verlängert wurde. Am 29. Dezember 2004 gab Hein nach zahlreichen Kritiken aus der Theaterwelt und der Presse auf einer Pressekonferenz bekannt, dass er das Amt des Intendanten 2006 nicht antreten werde.
Christoph Heins Roman Willenbrock wurde 2005 von Andreas Dresen unter dem gleichen Titel verfilmt. Lyrische Werke von Christoph Hein wurden 2009 von Hans-Eckardt Wenzel vertont, mit dem Hein 1990 im Film Letztes aus der Da Da eR vor der Kamera gestanden hatte.
Christoph Hein gehört zu den Initiatoren der Sammlungsbewegung Aufstehen.
Hein zufolge basiert Florian Henckel von Donnersmarcks preisgekrönter Film Das Leben der Anderen teilweise auf seiner Lebensgeschichte; dieser habe ihn 2002 zu diesem Zweck interviewt. Nach der Premierenvorführung habe er Donnersmarck jedoch gebeten, seinen Namen aus dem Vorspann zu löschen, denn sein Leben sei „völlig anders verlaufen“; der Film „beschreibe nicht die Achtzigerjahre in der DDR“, sondern sei „bunt durcheinandergemischter Unsinn“ und „ein Gruselmärchen [...] vergleichbar mit Tolkiens Mittelerde“.

## Rezeption
Der Germanist Hannes Krauss urteilte in Kindlers Literatur Lexikon: „Obwohl Christoph Hein behauptet, ein Dramatiker zu sein, der als ‚Fingerübung‘ gelegentlich Prosa verfasse, ist es gerade diese Prosa, die ihn international bekannt gemacht hat.“ Seit der Veröffentlichung seiner Novelle Der fremde Freund zähle er zu den wichtigsten zeitgenössischen Autoren Deutschlands. Zuvor veröffentlichte Hein hauptsächlich Erzählungen, die in verschiedenen Jahrhunderten spielen. Viele dieser Werke beschäftigten sich mit der Geschichte aus Sicht von Randfiguren. In einer Vielzahl seiner Prosa gehe es um die Liebe, jedoch seien seine Liebespaare nur selten glücklich, da sie durch ihr Alltagsleben, ihre Herkunft oder Erziehung nur schwer Zugang zu sich selbst oder anderen fänden.
In seinen dramatischen Werken beschäftige sich Hein hauptsächlich mit den treibenden Kräften der Geschichte und gescheiterten Revolutionen. Jedoch seien „Heins historische Stücke [...] keine Historienstücke“, weil spezifische Ereignisse oder die Schicksale ‚großer Männer‘ der Weltgeschichte für ihn nebensächlich seien. In all seinen Stücken verweise er durch das Aufwerfen grundsätzlicher Fragen auch immer auf die Gegenwart.

## Werke

### Stücke
- 1974: Schlötel oder Was solls. Eine Komödie.
- 1974: Vom hungrigen Hennecke. Ein Kinderspiel.
- 1979: Die Geschäfte des Herrn John D. Revue für Schauspieler.
- 1980: Cromwell. Ein Schauspiel.
- 1980: Lassalle fragt Herrn Herbert nach Sonja. Die Szene ein Salon. Schauspiel in drei Akten.
- 1982: Der neue Menoza oder Geschichte des kumbanischen Prinzen Tandi. Komödie nach Jakob Michael Reinhold Lenz.
- 1983: Die wahre Geschichte des Ah Q.
- 1987: Passage. Ein Kammerspiel in drei Akten.
- 1989: Die Ritter der Tafelrunde.
- 1989: Der Tangospieler.
- 1994: Randow. Eine Komödie.
- 1999: Bruch. Schauspiel in vier Akten.
- 1999: In Acht und Bann. Komödie in einem Akt.
- 1999: Zaungäste. Lustspiel.
- 1999: Himmel auf Erden. Lustspiel.
- 2000: Mutters Tag.
- 2002: Zur Geschichte des menschlichen Herzens oder Herr Schubart erzählt Herrn Lenz einen Roman, der sich mitten unter uns zugetragen hat. Komödie.

### Prosa
- Die Witwe eines Maurers. 1980.
- Frank, eine Kindheit mit Vätern. Kurzgeschichte. 1980.
- Einladung zum Lever Bourgeois. Erzählungen. Aufbau, Berlin 1980, ISBN 3-518-45578-8 bzw. (Später – abzüglich einer Erzählung – unter dem Titel Nachtfahrt und früher Morgen veröffentlicht.)
- Der fremde Freund. Novelle. Aufbau, Berlin 1982, ISBN 3-518-18869-0. (Außerhalb der DDR unter dem Titel Drachenblut veröffentlicht.)
- Das Wildpferd unterm Kachelofen. Kinderbuch. Mit Illustrationen von Manfred Bofinger. Altberliner Verlag, Berlin 1984, ISBN 3-86730-001-1. („Ein schönes dickes Buch von Jakob Borg und seinen Freunden.“)
- Horns Ende. Roman. Aufbau, Berlin 1985, ISBN 3-518-39979-9.
- Öffentlich arbeiten. Essays und Gespräche. Aufbau, Berlin 1987, ISBN 3-518-45590-7.
- Der Tangospieler. Erzählung. Aufbau, Berlin 1989, ISBN 3-518-39977-2. Als Taschenbuch: Aufbau Taschenbuch, Berlin 1994, ISBN 3-7466-1025-7.
- Als Kind habe ich Stalin gesehen. Essays und Reden. Aufbau, Berlin 1990, ISBN 3-518-45624-5.
- Das Napoleon-Spiel. Roman. Aufbau, Berlin 1993, ISBN 3-518-39980-2.
- Exekution eines Kalbes und andere Erzählungen. Kurzgeschichten. Aufbau, Berlin 1994, ISBN 3-518-41388-0.
- Von allem Anfang an. Autobiografie. Aufbau, Berlin 1997, ISBN 3-518-45634-2.
- Willenbrock. Roman. Suhrkamp, Frankfurt am Main 2000, ISBN 3-518-39796-6. (2005 unter dem Titel Willenbrock verfilmt.)
- Mama ist gegangen. Roman für Kinder, mit Vignetten von Rotraut Susanne Berner. Beltz und Gelberg, Weinheim 2003, ISBN 3-407-78678-6, (thematisiert den Tod seiner Frau Christiane).
- Landnahme. Roman. Suhrkamp, Frankfurt am Main 2004, ISBN 3-518-45729-2.
- In seiner frühen Kindheit ein Garten. Roman. Suhrkamp, Frankfurt am Main 2005, ISBN 3-518-45773-X.
- Das goldene Vlies. Erzählung. Faber & Faber, Leipzig 2005, ISBN 3-936618-73-9.
- Frau Paula Trousseau. Roman. Suhrkamp, Frankfurt am Main 2007, ISBN 978-3-518-41878-9.
- Über die Schädlichkeit des Tabaks. Rede an die Abiturienten des Jahrgangs 2009. Hrsg. von Ralph Schock. Gollenstein, Merzig 2009, ISBN 978-3-938823-60-6.
- Weiskerns Nachlass. Roman. Suhrkamp, Berlin 2011, ISBN 978-3-518-42241-0.
- Vor der Zeit: Korrekturen. Erzählungen. Insel, Berlin 2013, ISBN 978-3-458-17570-4, zuletzt als Suhrkamp-Taschenbuch, Berlin 2014, ISBN 978-3-518-46504-2.
- Glückskind mit Vater. Roman. Suhrkamp, Berlin 2016, ISBN 978-3-518-42517-6.
- Trutz. Roman. Suhrkamp, Berlin 2017, ISBN 978-3-518-42585-5.
- Verwirrnis. Roman. Suhrkamp, Berlin 2018, ISBN 978-3-518-42822-1.
- Gegenlauschangriff – Anekdoten aus dem letzten deutsch-deutschen Kriege. Autobiografische Geschichten. Suhrkamp, Berlin 2019, ISBN 978-3-518-46993-4.[10]
- Alles, was du brauchst. Die 20 wichtigsten Dinge im Leben. Illustrationen von Rotraut Susanne Berner. Carl Hanser Verlag, München 2019, ISBN 978-3-446-26273-7, (Kinderbuch- und Jugendbuch).
- Ein Wort allein für Amalia. Illustrationen von Rotraut Susanne Berner. Insel-Verlag, Berlin 2020, ISBN 978-3-458-19479-8.
- Guldenberg. Roman. Suhrkamp Verlag, Berlin 2021, ISBN 978-3-518-42985-3.[11]
- Unterm Staub der Zeit. Suhrkamp Verlag, Berlin 2023, ISBN 978-3-518-43112-2.[12]
- Das Narrenschiff. Suhrkamp Verlag, Berlin 2025, ISBN 978-3-518-43226-6 – über das Scheitern der DDR.[13]

Heins Werke wurden u. a. ins Dänische, Englische, Finnische, Französische, Georgische, Griechische, Italienische, Katalanische, Koreanische, Norwegische, Polnische, Russische, Serbokroatische, Spanische, Schwedische, Tschechische und Ungarische übersetzt.

### Briefe
- Christoph Hein/Elmar Faber: Ich habe einen Anschlag auf Sie vor. Der Briefwechsel, hrsg. von Michael Faber. Faber & Faber, Leipzig 2019.

### Übersetzungen
- Philipp Lyonel Russell: Am Ende ein Blick aufs Meer. Aus dem amerikanischen Englisch. Suhrkamp, Berlin 2019, ISBN 978-3-458-17784-5.[14]

### Artikel (Auswahl)
- Wir haben Angst zu verarmen. In: Der Spiegel, Dezember 1991.
- Vom unglücklichen Bewusstsein. In: der Freitag, 19. August 2005.

## Bearbeitungen

### Vertonungen
- Masken – Wenzel singt Christoph Hein. 2009, Sänger: Hans-Eckardt Wenzel. Matrosenblau, EAN 4047173278126.
- Das erste Buch Homers (Korrekturen). 2013, Lesung: Christoph Hein; musikalische Begleitung: Hans-Eckardt Wenzel. 2 CDs, 127 Min., Matrosenblau, ISBN 978-3-941155-36-7.

### Hörbücher
- Von allem Anfang an. Lesung mit Ulrich Mühe, Regie: Petra Meyenburg. 346 Min., 1 mp3-CD. MDR Figaro 1998 / Der Audio Verlag (DAV), Berlin 2015, ISBN 978-3-86231-563-5.
- Weiskerns Nachlass. Ungekürzte Lesung mit Götz Schubert, Regie: Rainer Schwarz. 420 Min., 1 mp3-CD. MDR Figaro 2013 / Der Audio Verlag, Berlin 2015, ISBN 978-3-86231-562-8.
- Der fremde Freund / Drachenblut. Ungekürzte Autorenlesung, 322 Min. 1 mp3-CD / Saarländischer Rundfunk / Der Audio Verlag, Berlin 2016, ISBN 978-3-86231-713-4
- Glückskind mit Vater. Lesung mit Ulrich Matthes, Regie: Matthias Thalheim, 720 Min, 10 CDs, MDR Figaro / BR 2016 / Der Audio Verlag, Berlin 2016, ISBN 978-3-86231-695-3.
- Verwirrnis. Ungekürzte Lesung mit Sylvester Groth, Regie: Matthias Thalheim. 413 Min, 6 CDs, MDR Kultur 2018 / Der Audio Verlag, Berlin 2018, ISBN 978-3-7424-0731-3.
- Alles, was du brauchst. Die 20 wichtigsten Dinge im Leben. Ungekürzte Lesung mit Thomas Quasthoff. 83 Min., USM Audio, München 2020, ISBN 978-3-8032-9212-4.
- Guldenberg. Ungekürzte Lesung mit Johann von Bülow, 377 min., 5 CDs, Der Audio Verlag, Berlin 2021, ISBN 978-3-7424-1974-3.
- Unterm Staub der Zeit. Ungekürzte Lesung mit Patrick Güldenberg, 363 min. 1 mp3-CD, Der Audio Verlag, Berlin 2023, ISBN 978-3-7424-2819-6.
- Das Narrenschiff. Ungekürzte Lesung mit Nico Holonics, 22 Stunden 43 min. 2 mp3-CD, Der Audio Verlag, Berlin 2025, ISBN 978-3-7424-3484-5.

### Hörspiele
- Jakob Borgs Geschichten. 1981, Regie: Flora Hoffmann. (Kinderhörspielreihe in 5 Folgen, Produktion: Rundfunk der DDR)
- Horns Ende. 1987. Regie und Bearbeitung: Horst H. Vollmer. 6 Teile, Produktion: SDR.
- Passage. 1988. Regie: Achim Scholz, Bearbeitung: Heide Böwe, Produktion: Rundfunk der DDR.
- Passage. 1988. Regie: Otto Düben, Produktion: SDR.
- Der König wollte nunmehr mit eigenen Augen sehen, was hier geschaffen worden ist. 1989. Nach Johann Wilhelm Ludwig Gleim und Theodor Fontane; Regie: Fritz Göhler, Produktion: Rundfunk der DDR.
- Ma... Ma... Marlene. 1990. Regie: Angelika Perl, Produktion: Funkhaus Berlin.
- Auf den Brücken friert es zuerst – Bridge freezes before roadway. 1992. Regie: Lutz Hochstraate, Produktion: ORF / SFB.
- Drachenblut oder Der fremde Freund. 1993. Regie: Götz Fritsch, Produktion: ORF / DS-Kultur / SWF.
- Auf den Brücken friert es zuerst – Bridge freezes before roadway. 1993. Regie: Jörg Jannings, Produktion: MDR / hr / NDR.
- Bruch. 1994. Regie: Jörg Jannings, Produktion: MDR.
- Randow. 1995. Regie: Jörg Jannings, Produktion: DLR / NDR.
- Zaungäste. 1999. Regie: Walter Niklaus, Produktion: MDR.
- Der Himmel auf Erden. 1999, Regie: Jürgen Dluzniewski, Produktion: MDR.
- Mutters Tag. 2001. Regie: Jörg Jannings, Produktion: MDR.
- Willenbrock. 2002. Regie: Leonhard Koppelmann, Produktion: NDR.
- Jannings. 2004. Regie: Jörg Jannings, Produktion: DLR.

### Verfilmungen
- Passage. 1988. Regie: Fritz Bornemann.
- Die Ritter der Tafelrunde. 1990. Regie: Fritz Bornemann. TV-DFF2
- Der Tangospieler. 1991. Regie: Roland Gräf.
- Willenbrock. 2005. Regie: Andreas Dresen.

## Auszeichnungen
- 1982: Heinrich-Mann-Preis der Akademie der Künste der DDR
- 1983: Deutscher Kritikerpreis
- 1986: Mara-Cassens-Preis des Hamburger Literaturhauses für den Ersten Roman
- 1989: Stefan-Andres-Preis (Stadt Schweich an der Mosel)
- 1989: Lessing-Preis der DDR (Ministerium für Kultur)
- 1990: Erich-Fried-Preis (Wien)
- 1992: Ludwig-Mülheims-Theaterpreis für religiöse Dramatik
- 1992: Berliner Literaturpreis der Stiftung Preußische Seehandlung
- 1994: Großes Bundesverdienstkreuz (5. Oktober 1994)[15]
- 1998: Peter-Weiss-Preis der Stadt Bochum
- 2000: Solothurner Literaturpreis
- 2000: Zonser Hörspielpreis
- 2002: Brüder-Grimm-Professur
- 2002: Österreichischer Staatspreis für Europäische Literatur
- 2003: Calwer Hermann-Hesse-Stipendium
- 2004: Schiller-Gedächtnispreis des Landes Baden-Württemberg
- 2004: Ver.di-Literaturpreis Berlin-Brandenburg
- 2008: Walter-Hasenclever-Literaturpreis
- 2010: Eichendorff-Literaturpreis
- 2011: Gerty-Spies-Literaturpreis
- 2011: Ehrenbürgerschaft der Stadt Bad Düben[16]
- 2012: Uwe-Johnson-Preis
- 2013: Internationaler Stefan-Heym-Preis
- 2017: Grimmelshausen-Preis für Glückskind mit Vater
- 2020: Kinderbuchpreis des Landes Nordrhein-Westfalen (zusammen mit der Illustratorin Rotraut Susanne Berner) für Alles was Du brauchst – Die 20 wichtigsten Dinge im Leben

## Filme
- Deutschland von Christoph Hein, Wladimir Kaminer, Emine Sevgi Özdamar und Bernhard Schlink. Dokumentarfilm, Deutschland und Frankreich, 2014, 55 Min., Regie: Olivier Morel, Produktion: Seconde Vague Productions, Les Films d’Ici 2, Les Poissons Volants, arte France, Reihe: Europa und seine Schriftsteller (OT: L’Europe des écrivains), Erstsendung: 15. Oktober 2014, Inhaltsangabe von ARD, DVD, Filmanfang, 1:25 Min.
- Der Schriftsteller Christoph Hein – Von allem Anfang an. Dokumentarfilm, Deutschland, 2014, 29:40 Min., Buch und Regie: Leonore Brandt, Produktion: MDR, Reihe: Lebensläufe, Erstsendung: 3. April 2014 bei MDR, Inhaltsangabe vom MDR, (Memento vom 3. September 2014 im Webarchiv archive.today).
- Christoph Hein – Eine Kindheit in Deutschland. Dokumentarfilm, Deutschland, 2000, 43:13 Min., Buch und Regie: Raimund Koplin, Produktion: Bayerischer Rundfunk, Reihe: Kindheitsgeschichten, Inhaltsangabe von ARD.
- Zur Person: Günter Gaus im Gespräch mit Christoph Hein. Gespräch, DDR, 1990, 45 Min., Regie: Harald Becker, Produktion: DFF, Reihe: Zur Person, Erstsendung: 13. März 1990 bei DFF, Filmdaten von Deutsche Kinemathek, abgedruckt in: Günter Gaus: Zur Person – Sechs Porträts in Frage und Antwort. Volk und Welt, Berlin 1990, ISBN 3-353-00766-0, S. 95–114.